# Càbries
Càbries o Càbrias (en llatí: Chabrias, en grec antic: Χαβρίας) va ser un general atenenc.
Va substituir Ifícrates en el comandament de la força atenenca a Corint, durant la Guerra de Corint el 393 aC o més probablement el 392 aC. El 388 aC en el seu camí cap a Xipre per ajudar a Evàgores I contra els perses, va desembarcar a Egina i en una emboscada va obtenir una gran victòria sobre els espartans que van perdre al seu comandant Gòrgopes en l'enfrontament, i va deslliurar per un temps Atenes de l'amenaça espartana.
L'any 378 aC juntament amb Timoteu i Cal·lístrat d'Afidnes va dirigir les forces que anaven en ajut de Tebes contra Agesilau i va iniciar la maniobra per la que es va fer famós: esperar el combat amb les llances apuntant a l'enemic i els escuts protegint i agenollats amb un genoll a terra.
L'any següent se'n va anar a Egipte com a cap de mercenaris del faraó Akhoris contra els perses, però els atenencs el van cridar per les protestes del sàtrapa Farnabazos II. En aquell moment els espartans havia enviat una flota de 60 naus per tallar els subministraments de gra a Atenes i Càbries va ser nomenat per fer-li front amb 80 trirrems. Càbries va assetjar l'illa de Naxos, aliada espartana, i quan els espartans van anar en el seu ajut es va lliurar una batalla (9 de setembre del 376 aC) en la que els atenencs van guanyar. Va ser la primera victòria naval atenenca des de la guerra del Peloponès. La flota espartana va acabar destruïda.
El 373 aC es van unir a Càbries els generals Ifícrates i Cal·lístrat, amb una força per anar a Còrcira.
El 368 aC va dirigir les tropes atenenques enviades a Esparta per resistir a l'istme de Corint la segona invasió del Peloponès per Epaminondes i rebutjar l'atac d'aquest a Corint.
El 366 aC va ser acusat junt amb Cal·lístrat de provocar la pèrdua d'Oropos per a Atenes que segurament va acabar amb una multa. Després va passar al servei estranger, i el 361 aC servia amb Takhos, faraó egipci, revoltat contra Pèrsia, del que dirigia la flota, mentre Agesilau dirigia l'exèrcit mercenari. Agesilau es va passar a Nectanebo abandonant Takhos, però Càbries li va ser lleial.
L'any 358 aC Càbries va ser enviat a Tràcia per substituir Atenodor en el comandament, però com que va arribar amb només un vaixell, Caridem va renunciar al tractat que havia fet amb Atenodor i va impedir a Càbries obtenir alguna cosa favorable pels atenencs.
El 357 aC en esclatar la guerra social, el general Cares va ser nomenat comandant de l'exèrcit atenenc i Càbries comandant de la flota. En la primera acció, el setge de Quios, el seu vaixell va ser damnat (es va acabar enfonsant), però es va negar a parar i va seguir avançant i va morir lluitant.
Pausànies diu que la seva tomba era entre les de Pèricles i Formió d'Atenes en el camí entre la ciutat d'Atenes i l'Acadèmia.